# Livet måste ha mening
Livet måste ha mening är en bok av neurologen och psykiatrikern Viktor Frankl som ursprungligen gavs ut 1946 under titeln Ein Psycholog erlebt das Konzentrationslager (En psykolog upplever Koncentrationslägret).
Den svenska utgåvan från 1968 i Aldusserien är en sammanslagning av två av Viktor Frankls större texter: Ein Psycholog erlebt das Konzentrationslager samt Man's Search For Meaning: An Introduction to Logotherapy. Boken är en översikt av Frankls terapiform som kallas för logoterapi. Boken har återutgivits på svenska mer än tio gånger.

## Utgåvor
- Frankl, Viktor E (1946). Ein Psycholog erlebt das Konzentrationslager. Wien: Verlag Jugend und Volk. https://www.zvab.com/signierte-erstausgabe/Psycholog-erlebt-Konzentrationslager-Mans-Search-Meaning/31234860762/bd
  - Frankl, Viktor E. (1959) (på engelska). From death-camp to existentialism: a psychiatrist's path to a new therapy. Översättning av Ein Psycholog erlebt das Konzentrationslager. Boston: Beacon Press. Libris 13931336
- Frankl, Viktor E. (på engelska). Man's search for meaning / Viktor E. Frankl ; part one translated by Ilse Lasch ; foreword by Harold S. Kushner ; afterword by William J. Winslade ; selected letters, speeches, and essays translated by Helen Pisano [Elektronisk resurs]. Libris m6lpkjjxktw01v12. ISBN 9780807060117
- Frankl, Viktor E. (1968). Livet måste ha mening.. Aldusserien, 0346-5454 ; 227 (nya utgåvor 1969, 1971, 1973, 1975, 1977, 1981, 1986, 1993, 2006, 2024). Stockholm: Aldus/Bonnier. Libris 765491